# Токтобаев, Муканбет
Мукамбет Токтобаев (5 мая 1947, с. Барскоон, Джети-Огузский район, Иссык-Кульская область, Киргизская ССР, СССР — 30 июля 2015, Бишкек, Кыргызстан) — киргизский советский актёр театра и кино, народный артист Кыргызстана (2000).

## Биография
В 1972 г. окончил Государственный институт театрального искусства им. А. В. Луначарского (ГИТИС).
В 1972—1976 гг. работал в Ошском областном драматическом театре, в 1976 г. перешел в Киргизский государственный академический театр, с 1990 года работал в театре «Тунгуч».
В 1996 г. вернулся на сцену Киргизского государственного академического театра.
Среди наиболее заметных ролей в постановках по киргизской драматургии: Тейитбек (К. Жантошев, «Курманбек»), Токтогул (Б. Жакиев, «Мин кыял»), Осмонкул (К. Маликов, «Осмонкул»), Машырбек, Мажит (Т. Абдумомунов, «Машырбек женится», «Дорогие мои старики»), Танабай (Ч. Айтматов, «Танабай Бакасов»), Семетей (Ж. Садыков, «Сын Манаса Семетей»). Кроме того, создал мировой драматургии: Дивана (М. Карим, «В ночь затмения»), Лопахин (А. П. Чехов, «Вишневый сад»), Король Лир (У. Шекспир, «Король Лир»).
Сыграл в кинофильмах «Восхождение на Фудзияму», «Эх, жизнь!», «Солнечный остров», «Президент и бомж». Известен ролью в фильме «Взять Тарантину!».
Трагически погиб в результате ДТП.

## Работы в кино
- 2010 — «Гаишники» (Россия, Украина) — отец жениха
- 2009 — «За белым облаком»
- 2008 — «Неизвестный маршрут» (Кыргызстан),
- 2005 — «Сундук предков» (Франция, Германия, Россия, Кыргызстан) — старик
- 2005 — «Взять Тарантину» — Ходжигорхан, отец жениха
- 2004 — «Эх, жизнь!» (Кыргызстан)
- 2002 — «Взлет» (Казахстан, короткометражный) — отец юноши
- 2001 — «Брат мой, шелковый путь» (Казахстан, Кыргызстан),
- 1988 — «Восхождение на Фудзияму»
- 1982 — «Тринадцатый внук»
- 1977 — «Солнечный остров»
- 1968 — «Джамиля»

## Награды и звания
Народный артист Кыргызстана (2000).